# Yoshinori Matsuda
Yoshinori Matsuda (松田 考功 Matsuda Yoshinori?), född 14 augusti 1974 i Saitama prefektur, är en japansk före detta fotbollsspelare.
Matsuda började sin karriär 1993 i Urawa Reds. 1995 flyttade han till Tosu Futures (Sagan Tosu). Han spelade 131 ligamatcher för klubben. Han avslutade karriären 2002.